# Pagode Liaodi
Pour les articles homonymes, voir Temple Kaiyuan.
La Pagode Liaodi (chinois simplifié : 料敌塔 ; chinois traditionnel : 料敵塔 ; pinyin : Liàodí Tǎ ; Wade : Liaoti T'a) du temple Kaiyuan (开元寺), également appelé en chinois Tour du temple Kaiyuan (开元寺塔 / 開元寺塔, kāiyuán sì tǎ) dans la ville de Dingzhou, province du Hebei est la pagode chinoise pré-moderne la plus grande existante, construite au XIe siècle pendant la dynastie Song (960-1279). La pagode s'élève à une hauteur de 84 m, reposant sur une large plateforme sur une base octogonale. Lorsqu'elle est terminée en 1055, la Pagode Liaodi surpasse en hauteur la pagode chinoise centrale des Trois pagodes construite durant la dynastie Tang, qui s'élève à 69,13 m. La plus grande pagode de l'histoire pré-moderne de la Chine était une pagode en bois de 100 m à Chang'an construite en 611 par l'empereur Sui Yangdi, construction disparue de nos jours.